# Kirja
La Kirja (in russo Киря?) è un fiume della Russia europea, affluente di destra della Sura (bacino del Volga). Scorre nei rajon Ibresinskij e Poreckij della Repubblica Ciuvascia.
La sorgente del fiume si trova vicino alla stazione ferroviaria di Kirja. Scorre in direzione nord-orientale, poi gira a nord-ovest e infine continua in direzione occidentale fino a sfociare nella Sura a 221 km dalla foce, a nord del villaggio di Poreckoe.